# Làng Spycimierz
Spycimierz [spɨˈt͡ɕimjɛʂ] là một ngôi làng thuộc khu hành chính của Gmina Uniejów, thuộc quận Poddębice, Łódź Voivodeship, miền trung Ba Lan. Nó nằm cách khoảng 4 km   về phía tây nam của Uniejów, 15 km về phía tây Poddębice và 52 km phía tây thủ đô khu vực Łódź.
Làng có dân số 380. Nó nổi tiếng với một lễ kỷ niệm đẹp của lễ Corpus Domini khi người dân tạo ra thảm hoa dọc theo 2   tuyến đường dài km của đoàn rước.
Tên của ngôi làng xuất phát từ một tên Slavic Spyc Elli, cũng được đánh vần là Spycimierz. Ngôi làng lần đầu tiên được nhắc đến với cái tên Spicimir trong biên niên sử của Gallus Anonymousus, được viết vào năm 1112. Gallus đã viết rằng nó đã bị tấn công trong một cuộc đột kích Pomeranian năm 1108.
Vào thời Trung cổ, một Gord Slav vững chắc tồn tại ở vị trí của làng hiện nay. Spycimierz nằm ở ngã ba của hai con đường mòn quan trọng, từ Pomerania đến Rus và từ Łęczyca đến Kalisz. Các Gord có hình vòng, với pháo đài cộng sự bằng gỗ và đất, có chóp là rào một gỗ. Tại đây, Công tước Boleslaw Krzywousty đã giam cầm Đức Tổng Giám mục Martin trong ca. 1106. Spycimierz được coi là một tài sản của công tước, được đề cập vào năm 1136 trong một sắc lệnh của Giáo hoàng Innocent II.
Gord là trụ sở của một người cai quản lâu đài cho đến đầu thế kỷ XIV. Spicymierz Castellany thuộc về Công tước Sieradz, và nằm dọc theo bờ phải của sông Warta. Một thời gian trước năm 1331, trong hoàn cảnh không xác định, Gord đã trở thành tài sản riêng của một quý tộc địa phương, Pawel Ogonchot.
Spycimierz đã bị thiêu rụi xuống đất vào năm 1331, khi một đơn vị Hiệp sĩ Teutonic băng qua Warta, và đốt lửa. Một lâu đài bằng gỗ được xây dựng ở vị trí của Gord trước đây, nhưng Spycimierz đã mất tầm quan trọng của nó đối với thị trấn lân cận Uniejów. Mọi người vẫn còn có thể nhìn thấy Gord. Nó nằm trên một đồng cỏ, gần hồ Oxbow sông Warta.

## Hình ảnh

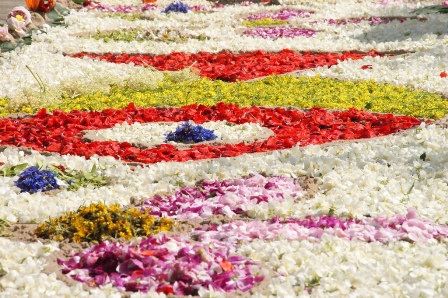
Corpus Domini, 2009
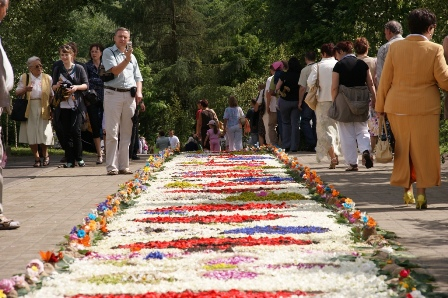
Corpus Domini, 2009
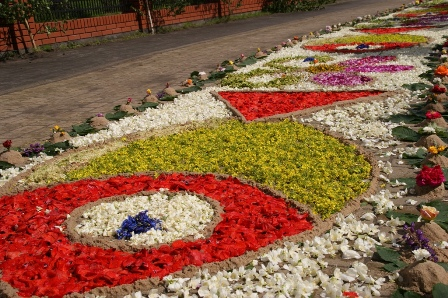
Corpus Domini, 2009
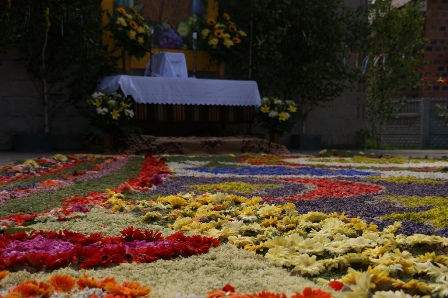
Corpus Domini, 2009
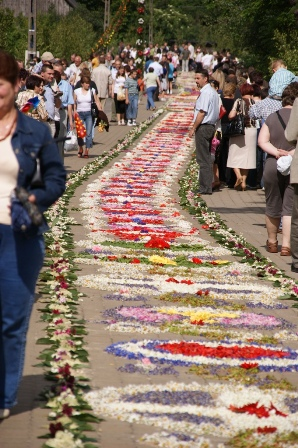
Corpus Domini, 2009
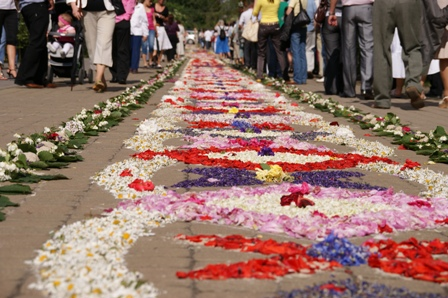
Corpus Domini, 2009